# 椋尾篁
椋尾 篁（むくお たかむら、1938年1月1日 - 1992年6月9日）は、長崎県佐世保市出身のアニメーション美術監督。武蔵野美術学校洋画科卒。元ムクオスタジオ主宰。“光と影と質感の詩人”の異名を持つ。

## 来歴
生家は代々平戸藩お抱えの焼物店だったが、本人曰く、自身が生まれた1938年頃に閉店したとのこと。高校卒業後は大阪に出て凸版印刷に就職するが、だんだん仕事に違和感を感じてきたということで2年ほどで退職。思い返せば子供の頃から絵を描くことが好きだったことから、やはり将来は絵をやっていこうと思い立って武蔵野美術学校に進学。しかし美術学校を出てもすぐに仕事は見つからず、同じ武蔵野美術学校の1年先輩でもある半藤克美に相談したところ「自分の所で仕事しないか」と誘われて虫プロダクションで仕事を始める。
『銀河鉄道999』・『幻魔大戦』など劇場作品の他、『母をたずねて三千里』・『悪魔くん』・『美少女戦士セーラームーン』など多くのテレビシリーズの美術監督・美術デザイン・美術設定を手がける。また『きよしこのよる』など短編アニメーション作品の監督もある。
1976年放映の『母をたずねて三千里』の現地ロケ（イタリア・アルゼンチン）に高畑勲・宮崎駿らと同行し、光と影を背景美術に織り込む。1981年公開の『セロ弾きのゴーシュ』では水墨画的な世界に陰影をつけて質感を表現。『銀河鉄道999』など一連のりんたろう監督作品でSF美術の大家としての地位を確立。徳間書店アニメージュ主催のアニメグランプリにおいて美術部門の人気投票第1位を5年連続で獲得。1970 - 80年代の日本のアニメーション美術のクオリティを飛躍的に高めることに大きく貢献した。『迷宮物語 工事中止命令』で一緒に仕事をした大友克洋は空の色をピンクにするなどの椋尾のアバンギャルドな色使いに驚き、「あまり守りに入らず、アニメーションは攻めていった方がおもしろいのではないか」ということに気づいたと述懐している。
2004年にはアニドウにより現存する背景画や美術ボードなどを収めた『椋尾篁アニメーション美術画集』が1000部限定で出版された。

## 略歴
- 1963年 - 武蔵野美術学校（現武蔵野美術大学）洋画科を卒業。在学中には虫プロで『鉄腕アトム』の背景のアルバイトをする[1]。
- 1964年 - 虫プロの半藤克美の誘いで、株式会社東京ムービー（当時）に入社[1]。
- 1965年 - 東京ムービーを退社。以後、半藤美術研究所やファンタジアなどのプロダクションに在籍し、『リボンの騎士』・『アタックNo.1』・『あしたのジョー』などの背景に参加。
- 1966年 - 『レインボー戦隊ロビン』で初めて（各話の）美術を担当。
- 1971年 - ムクオスタジオ設立。
- 1972年 - 「アストロガンガー」で初めてテレビシリーズの美術監督を担当。
- 1978年 - 「銀河鉄道999」で初めて劇場作品の美術監督を担当。
- 1979年 - 徳間書店アニメージュ主催の第1回アニメグランプリ美術部門の人気投票で第1位を獲得。
- 1983年 - りんたろうらが設立したアルゴスに役員として参加。
- 1987年 - 嶋田久作主演の実写映画『帝都物語』のイメージデザインを手がける。
- 1992年6月9日 - 癌により逝去。享年54。
- 1997年2月8日 - セーラームーンシリーズの最終作『美少女戦士セーラームーンセーラースターズ』が放映終了。1992年の第1シリーズ放映開始時に美術世界の構築に関与した椋尾の名前は、シリーズ全編を通して最後までクレジットされ続けた。

## 主な作品
- 1963年 「鉄腕アトム」背景
- 1964年 「ビッグX」背景
- 1965年 「宇宙エース」背景
- 1966年 「レインボー戦隊ロビン」美術
- 1969年 「男一匹ガキ大将」美術
- 1969年 「アタックNo.1」背景
- 1972年 「アストロガンガー」美術監督
- 1973年 「空手バカ一代」美術監督
- 1974年 「アルプスの少女ハイジ」背景
- 1975年 「フランダースの犬」背景
- 1975年 「まんが日本昔ばなし」美術
- 1976年 「母をたずねて三千里」美術監督
- 1977年 「ジェッターマルス」美術設定、美術
- 1977年 「野球狂の詩」美術監督
- 1978年 「宇宙海賊キャプテンハーロック」美術設定[3]
- 1979年 「銀河鉄道999 (劇場版)」美術監督
- 1980年 「がんばれ元気」美術設定、美術
- 1981年 「セロ弾きのゴーシュ」美術、背景
- 1981年 「Dr.スランプ アラレちゃん」美術
- 1982年 「吾輩は猫である」美術監督
- 1982年 「機甲艦隊ダイラガーXV」チーフデザイナー
- 1983年 「幻魔大戦」美術監督
- 1985年 「カムイの剣」美術監督
- 1986年 「火の鳥 鳳凰編」美術監督
- 1986年「 迷宮物語 工事中止命令」 美術監督
- 1986年『青春アニメ全集』～『野菊の墓』美術監督
- 1987年 「勝利投手」美術監督
- 1987年 「デビルマン 誕生編」美術監督
- 1989年 「悪魔くん」美術デザイン
- 1990年 「もーれつア太郎」美術デザイン
- 1991年 「きんぎょ注意報!」美術デザイン
- 1992年 「三国志」美術監督
- 1992年 「美少女戦士セーラームーン」美術デザインの監修（予定では椋尾が美術デザインを行うはずだったが、病気によりムクオスタジオの窪田忠雄が美術デザインを引継ぎ、椋尾はその「監修」にあたった。当初は「美術デザイン 窪田忠雄（監修 椋尾篁）」とクレジットされていたが、椋尾が亡くなってからは「美術デザイン 椋尾篁」「美術監修 窪田忠雄」というクレジットに変更された。1993年の第2シリーズ以降のクレジットは以下参照。第3シリーズごろから美術は田尻健一に引き継がれる。）
  - 第2シリーズ「美術デザイン 椋尾篁」「美術監修 窪田忠雄」
  - 第3シリーズ「美術デザイン 椋尾篁」「美術監修 窪田忠雄」「美術監修補佐 田尻健一」
  - 第4シリーズ「美術デザイン 田尻健一」「美術設定 椋尾篁・窪田忠雄」
  - 第5シリーズ「美術設定デザイン 田尻健一」「美術監修 椋尾篁」
- 1998年 銀座すどう美術館にて「椋尾篁アニメーション美術画展」が開催される。
- 2004年 「椋尾篁アニメーション美術画集」刊行。巻頭言にりんたろう・高畑勲・窪田忠雄がメッセージを寄せている。

### 画集
- 『椋尾篁アニメーション美術画集』（著:椋尾篁、監修:椋尾圭子・窪田忠雄、責任編集:なみきたかし、序文:りんたろう・高畑勲、デザイン:彦根大助、編集・発売: アニドウ・フィルム、2004年4月初版発行1000部限定）

## 受賞
- 1979年 第1回アニメグランプリ(徳間書店アニメージュ主催)美術部門人気投票第1位
- 1980年 第2回アニメグランプリ(徳間書店アニメージュ主催)美術部門人気投票第1位
- 1981年 第3回アニメグランプリ(徳間書店アニメージュ主催)美術部門人気投票第1位
- 1982年 第4回アニメグランプリ(徳間書店アニメージュ主催)美術部門人気投票第1位
- 1983年 第5回アニメグランプリ(徳間書店アニメージュ主催)美術部門人気投票第1位 (なお、第6回以降のアニメグランプリでは、美術部門が廃止になった。)

## ムクオスタジオ
初代である椋尾が設立したアニメーション背景美術プロダクション。1971年会社登記（ただし、1968年頃から既にムクオスタジオの名称で活動している）。東京都杉並区荻窪にある。杉並アニメ振興協議会会員。現在の代表取締役は3代目である田尻健一。
椋尾・2代目の窪田の活躍もあり、かつては東映動画（現：東映アニメーション）制作のテレビシリーズのうち、テレビ朝日系列の毎週土曜日19時枠は当社が全てのシーンの背景美術を描いた。
- 1974年 - 1975年 宇宙戦艦ヤマト
- 1986年 - 1989年 聖闘士星矢
- 1989年 - 1990年 悪魔くん
- 1990年 - 1991年 もーれつア太郎
- 1991年 - 1992年 きんぎょ注意報!
- 1992年 - 1997年 セーラームーンシリーズ
- 1997年 - 1998年 キューティーハニーF
- 1998年 - 1999年 アニメ週刊DX!みいファぷー
- 2004年 - 2012年 ケロロ軍曹
- 2015年 - ドラゴンボール超

現在ないし過去に在籍した主なデザイナーは
- 浅井和久
- 石田勝則
- 大池優紀
- 大河内稔
- 鹿野良行
- 窪田忠雄
- 田尻健一
- 駒田寛
- 中西英和
- 橋本和幸
- 峯村るみ子
- 山村浩二

ほか多数。